# Burgkirche Schöllang

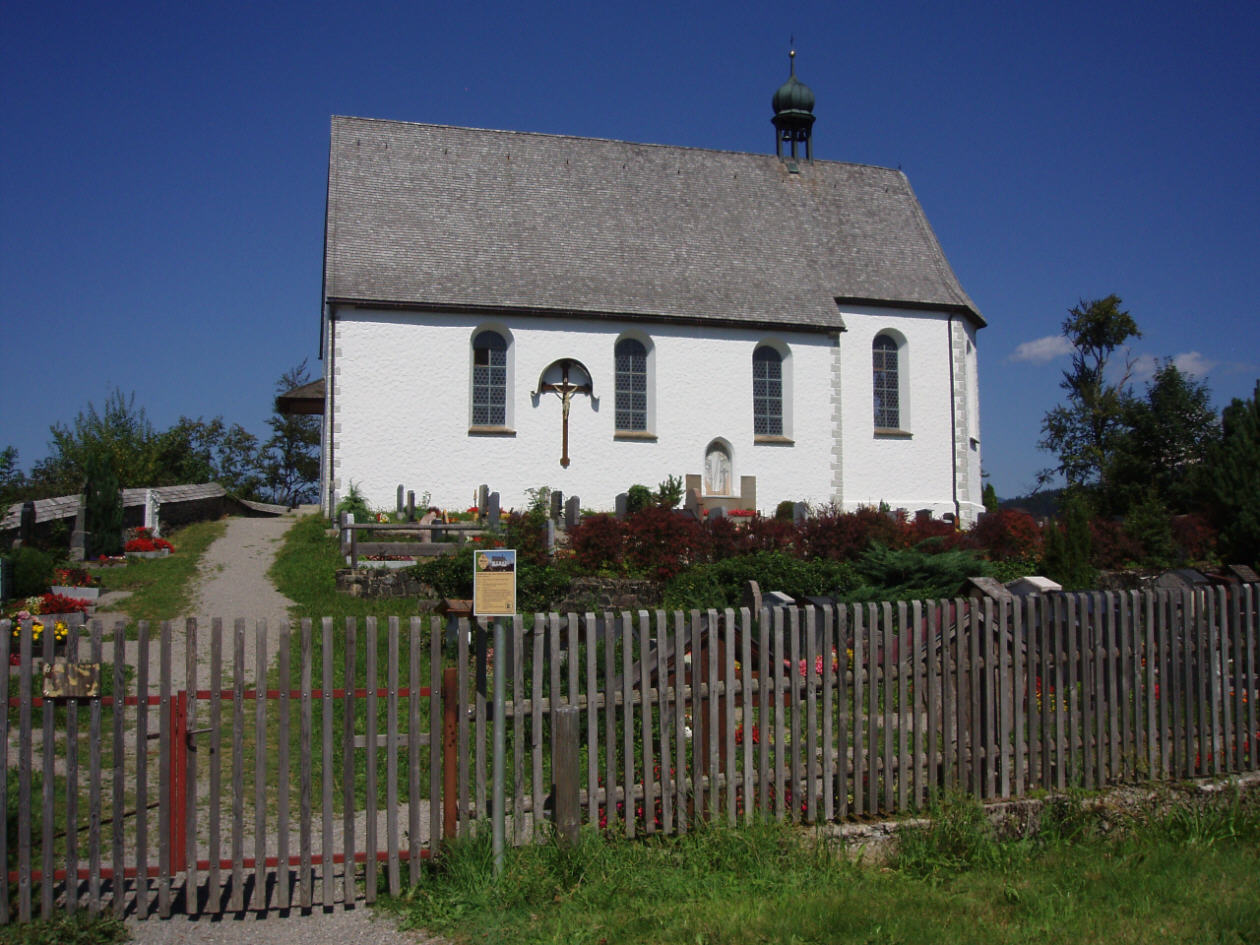
Burgkirche Schöllang

Die Burgkirche St. Michael in Schöllang bei Oberstdorf ist die frühere römisch-katholische Pfarrkirche des Ortes.

## Geschichte

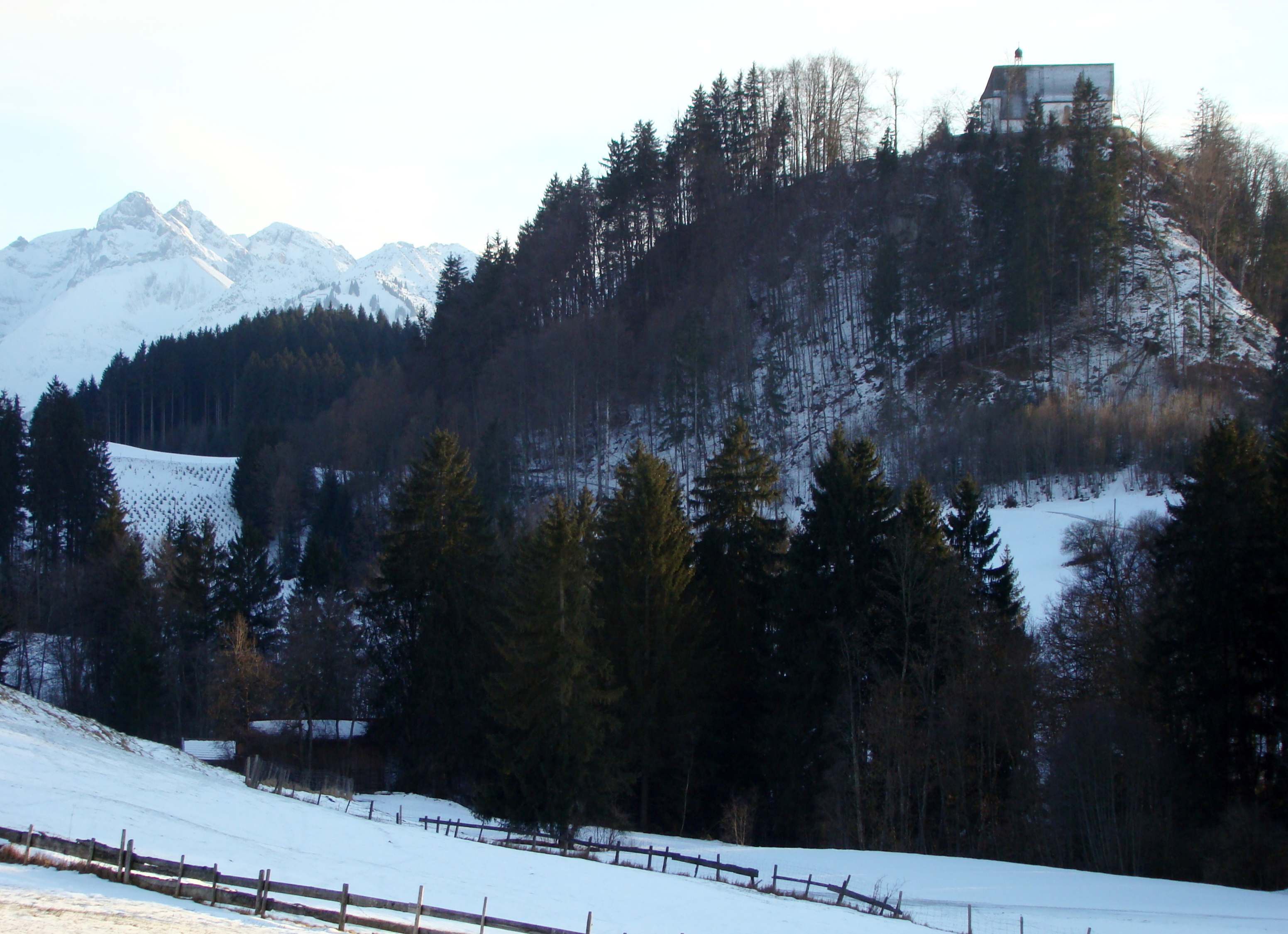
Auf dem Steilhang gelegene Burgkirche

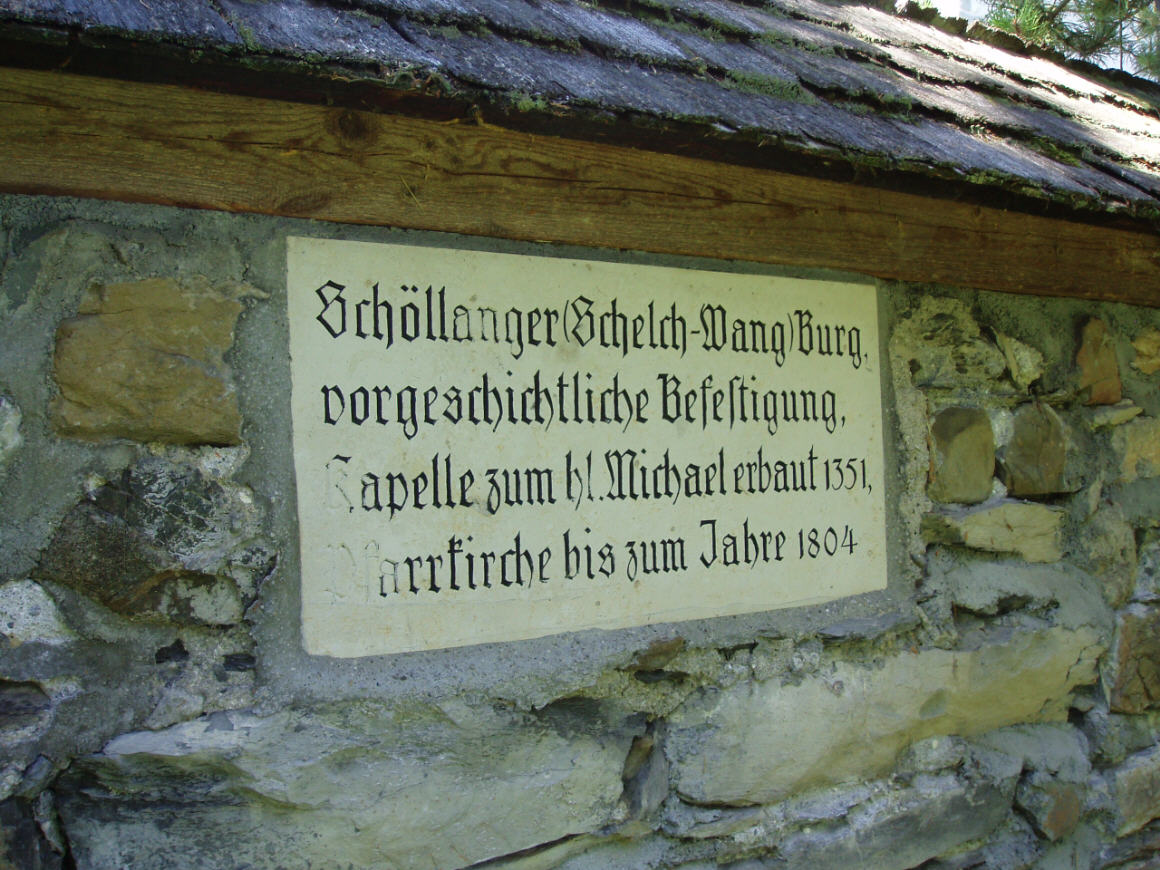
Hinweis zur Geschichte auf der Umfassungsmauer

Die Kirche befindet sich auf einem bewaldeten Schiefersteilhang südwestlich des Ortes Schöllang oberhalb des Illertals, der schon in vorgeschichtlicher Zeit ein Höhlenheiligtum und später eine rätische Höhenburg beherbergt haben könnte. Die erste urkundliche Erwähnung der Kirche uff dem Burgk stammt aus dem Jahr 1351; die heutige Gestalt der Kirche dürfte auf den Anfang des 15. Jahrhunderts zurückgehen. Teile des Bauwerks sind aber noch älter; bei der Umgestaltung wurden auf der Nord- und Westseite Teile des frühmittelalterlichen Vorgängerbaus einbezogen.
An Pfingsten 1579 wurden Dachstuhl und Turm sowie drei Glocken durch einen Blitzschlag zerstört. Dank einer Stiftung des Augsburger Bischofs Marquard vom Berg konnte eine von Hans Frei in Kempten gegossene Glocke erworben werden. Diese Glocke soll ursprünglich bis Kempten zu hören gewesen sein, wurde aber durch zahlreiche eingeschlagene Nägel gedämpft, damit sie in Kriegszeiten nicht den Standort der Kirche den Feinden verriet. Sie hing bis 1804 in einem Glockenhaus bei der Burgkirche und wurde dann in die neue Pfarrkirche des Ortes überführt. Die Glocke trägt die Schulterumschrift GOT . VERGLEICH . VNS . GNAD . MARQVART . VON . GOTTES . GNADEN . BISCHOVE . ZVE . AVGSPVRG . VND . THVMB . BROBST – ZVE BAMBERG. Die Gießerinschrift lautet: HANS FREI / ZVO KEMPTEN / HAT MICH GOSE. Die Glocke ist 1,02 Meter hoch und hat einen Durchmesser von 1,32 Metern. Sie trägt als Datum die Jahreszahl 1579 und ist mit den Wappen des Bistums Augsburg sowie ihres Stifters und Reliefs des Evangelisten Johannes und der Krönung Mariens geschmückt.

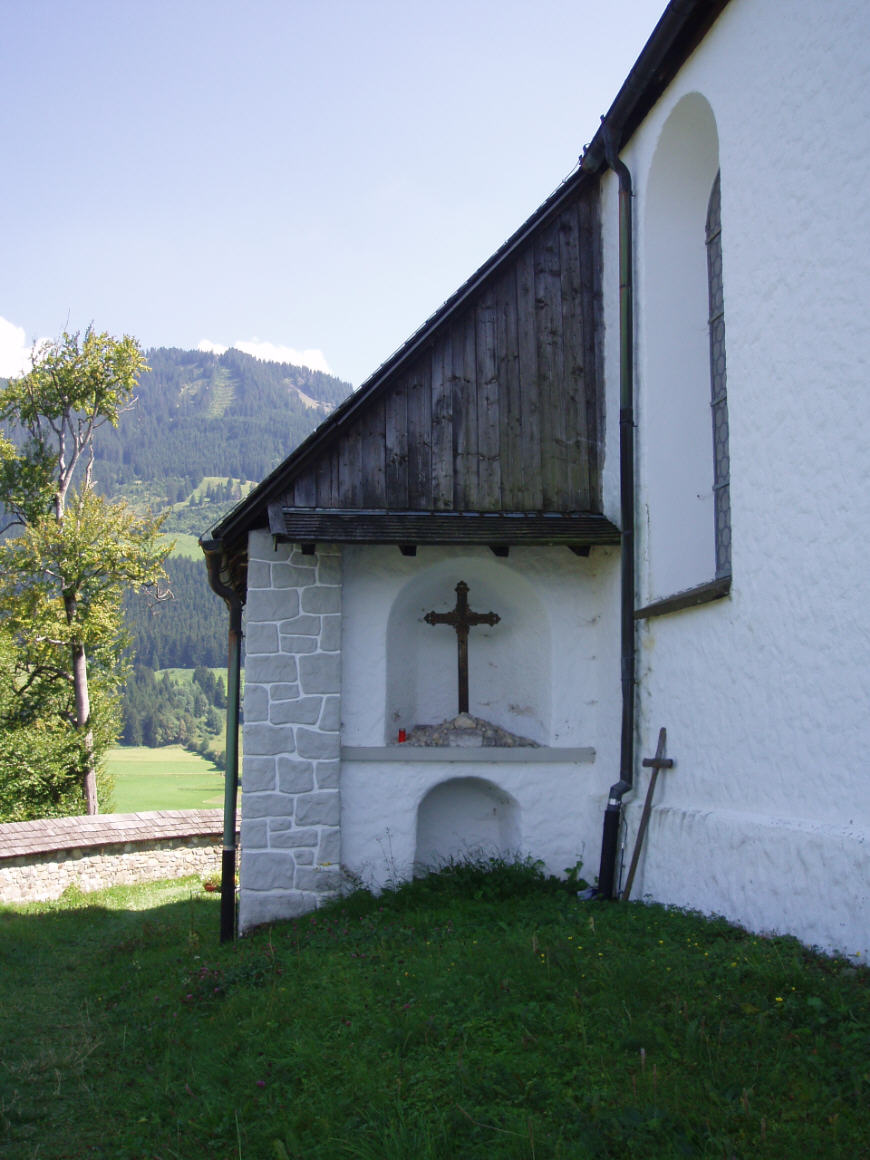
Nische auf der Nordseite

1580 wurde der Dachstuhl wieder aufgebaut; eine Rötelinschrift am oberen Kehlbalken lautet: Die Kuerchen die ist ver brunnen da man zalt 1579 und wider bauet im 1580 iar. Ebenfalls erhalten sind zwei Meisterzeichen. Die ursprünglich gotischen Fenster wurden im 18. Jahrhundert zu Rundbogenfenstern erweitert; vermutlich wurden damals auch Fenster in die bis dahin fensterlose Nordwand gebrochen. Die Kirche wurde in spätgotischem Stil erweitert und nach Süden verbreitert. Sie erhielt einen dreiseitig geschlossenen Chor sowie eine Sakristei; außerdem wurde, wohl für eine Ölberggruppe, auch eine Wand mit Nischen angebaut. Der Dachreiter mit Zwiebelhaube stammt aus dem Jahr 1837. In der Zeit von 1969 bis 1985 fanden Renovierungsarbeiten statt. Aus dem Jahr 1969 stammt die Dachdeckung mit Zedernholzschindeln.
Bis 1804 diente die Burgkirche als Pfarrkirche der Gemeinde Schöllang, danach nur noch als Friedhofskapelle.

## Ausstattung
Am Westeingang befanden sich einst Fresken aus dem 15. Jahrhundert, die eine Gerichtsszene mit Christus, Maria und Michael mit der Seelenwaage zeigten.

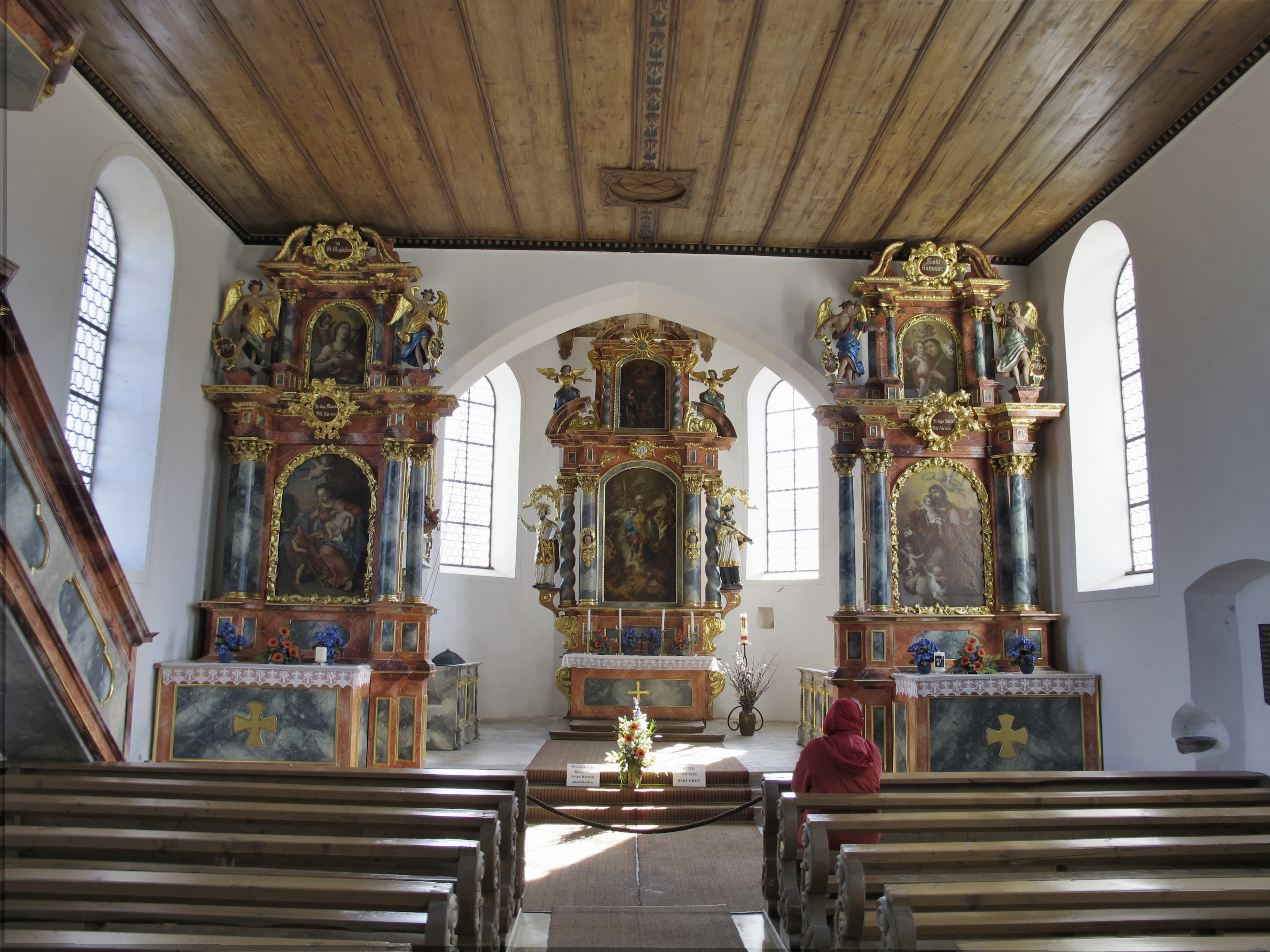
Die Altäre

Die Altäre der Kirche stammen aus dem Hochbarock. Der Hochaltar zeigt den Erzengel Michael als Namenspatron der Kirche beim Höllensturz. Die Darstellung stammt aus der Zeit um 1680. Flankiert wird der Altar durch die Holzfiguren des Ignatius von Loyola und des Märtyrers Johannes Nepomuk. Im Auszug des Altars ist der heilige Wandel zu sehen.
Die Seitenaltäre wurden 1707 von Paul Zeiller aus Reutte gestaltet. Das linke Altarbild zeigt die Gottesmutter Maria, die den vor ihr stehenden Johannes davon abhält, das schlafende Jesuskind wachzukitzeln, im Auszug ist die büßende Maria Magdalena zu sehen. Das rechte Altarbild zeigt den heiligen Josef, und im Auszug ist Antonius von Padua mit dem Jesuskind zu sehen. Die Engelsgestalten der Altäre stammen von dem Bildhauer Ferdinand Ertinger aus Kempten.
Die Kirche besitzt einen achteckigen Taufstein aus der Zeit ihrer Erbauung. Darüber befindet sich eine Figurennische mit den Heiligen Rochus, Jakobus dem Ältere, Ignatius von Loyola und Sebastian sowie den Bistumsheiligen Ulrich und Afra. Im Auszug ist nochmals Maria Magdalena dargestellt. Diese Arbeiten stammen aus der Zeit um 1680.
Als Kuriosum gilt eine klassizistische Tumba, auf der ein Allgäuer Bauer in typischer Kleidung das Bahrtuch lüftet.
Die Kanzel stammt aus dem Jahr 1711; eingearbeitet wurde ein Priestergrabstein aus Sandstein aus dem 16. Jahrhundert.
Die Apostelkreuze im Chor und an der Nordwand stammen aus der Phase der Spätgotik. Unter der Empore in der Südwestecke steht eine etwa lebensgroße hölzerne Figur des gefesselten Schmerzensmannes.

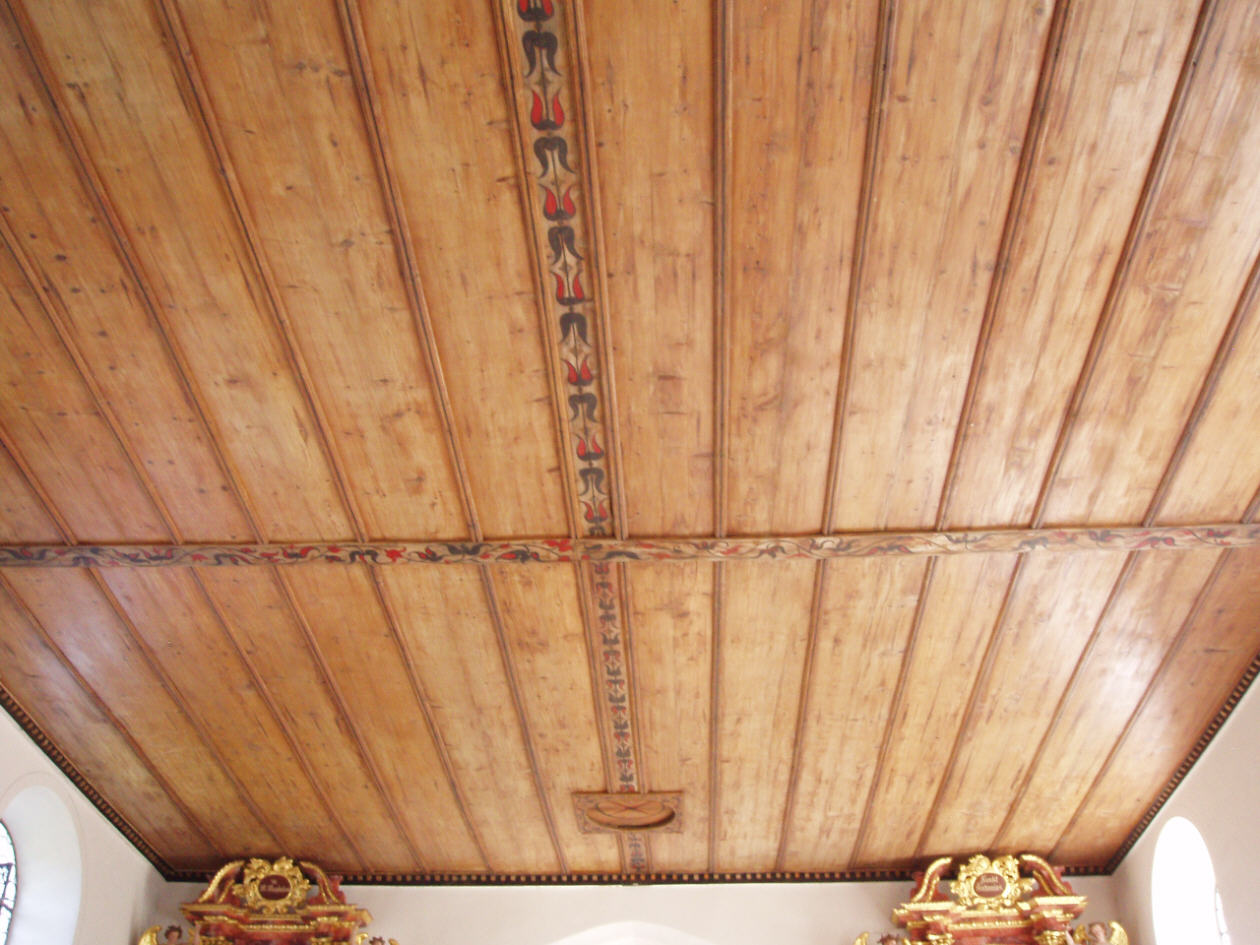
Decke

Die Kirche besitzt eine Bretterdecke, die in ähnlicher Form schon vor dem Brand 1579 existierte. Sie zeigt stilisierte pflanzliche Motive in den Farben Rot, Blau und Schwarz. Die Decke wurde nach dem Blitzeinschlag und dann wieder 1898 erneuert.

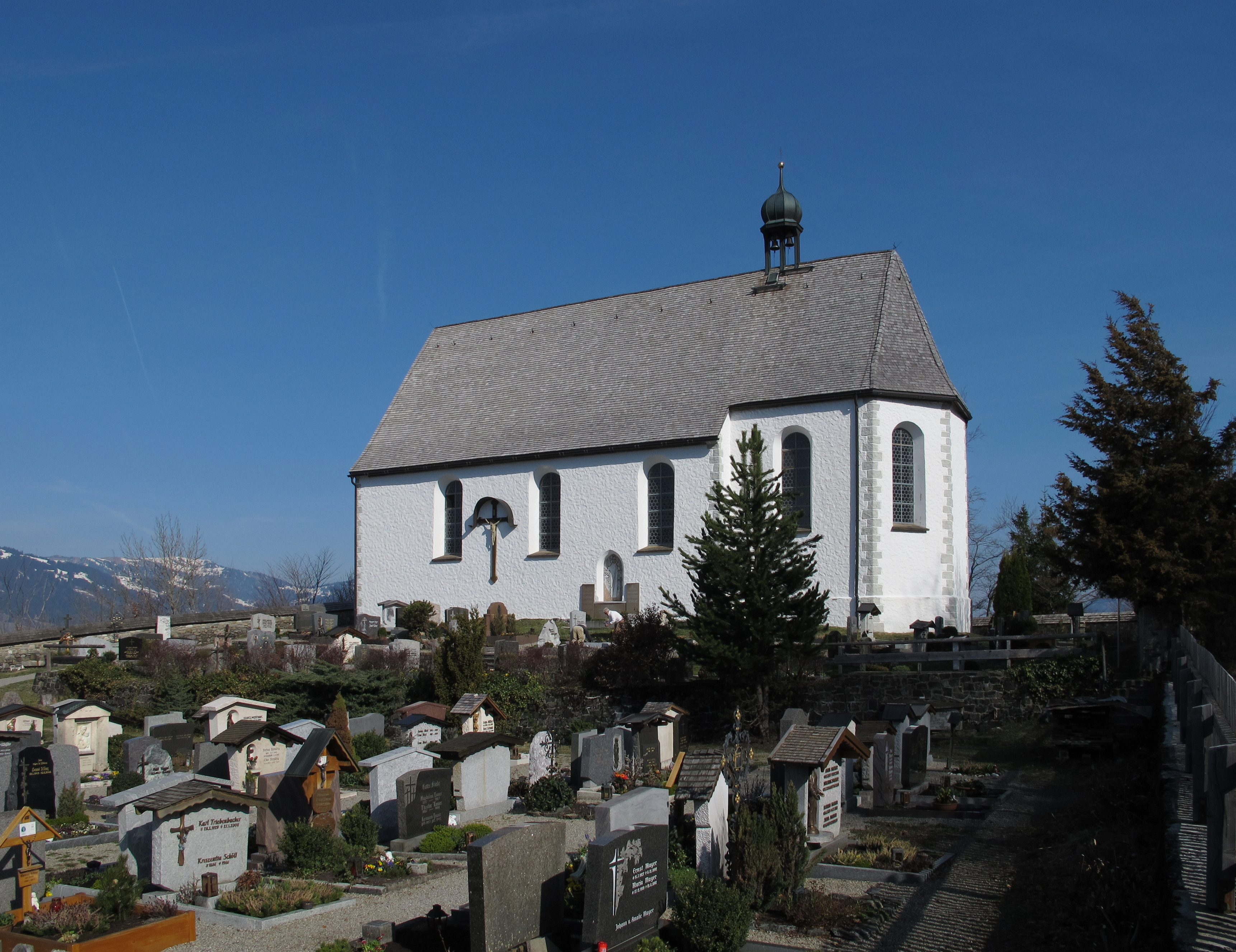
Friedhof und Südseite des Langhauses

Ein Zugang auf der Südseite des Langhauses wurde vermauert und auf der Außenseite zur Gedenk- und Grabstätte für die Schöllanger Pfarrer umgestaltet. Hier ist auch der Erschließer der Breitachklamm, Johannes B. Schiebel, beigesetzt. Der Friedhof bei der Kirche wird heute noch von den Gemeinden Schöllang, Rubi, Reichenbach, Au, Ober- und Unterthalhofen genutzt. Die meisten Gräber sind traditionsgetreu nach Osten ausgerichtet. Teile der alten Umfassungsmauer aus Roll- und Bruchsteinen mit Schindeldeckung sind erhalten. Außerhalb des Friedhofs südlich der Kirche befindet sich die einzige erhaltene Kreuzwegstation aus dem 18. Jahrhundert.

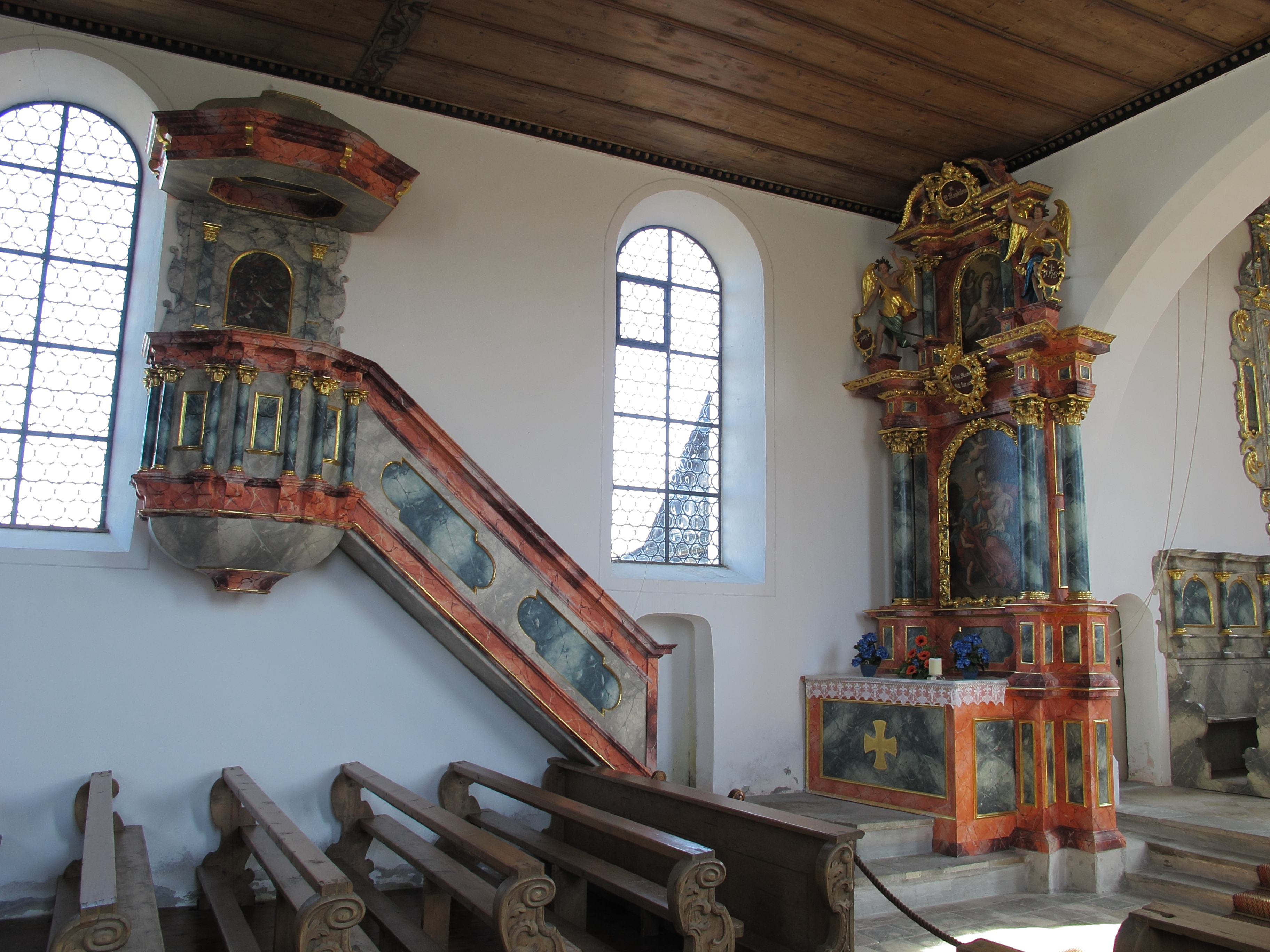
Innenansicht Nordseite
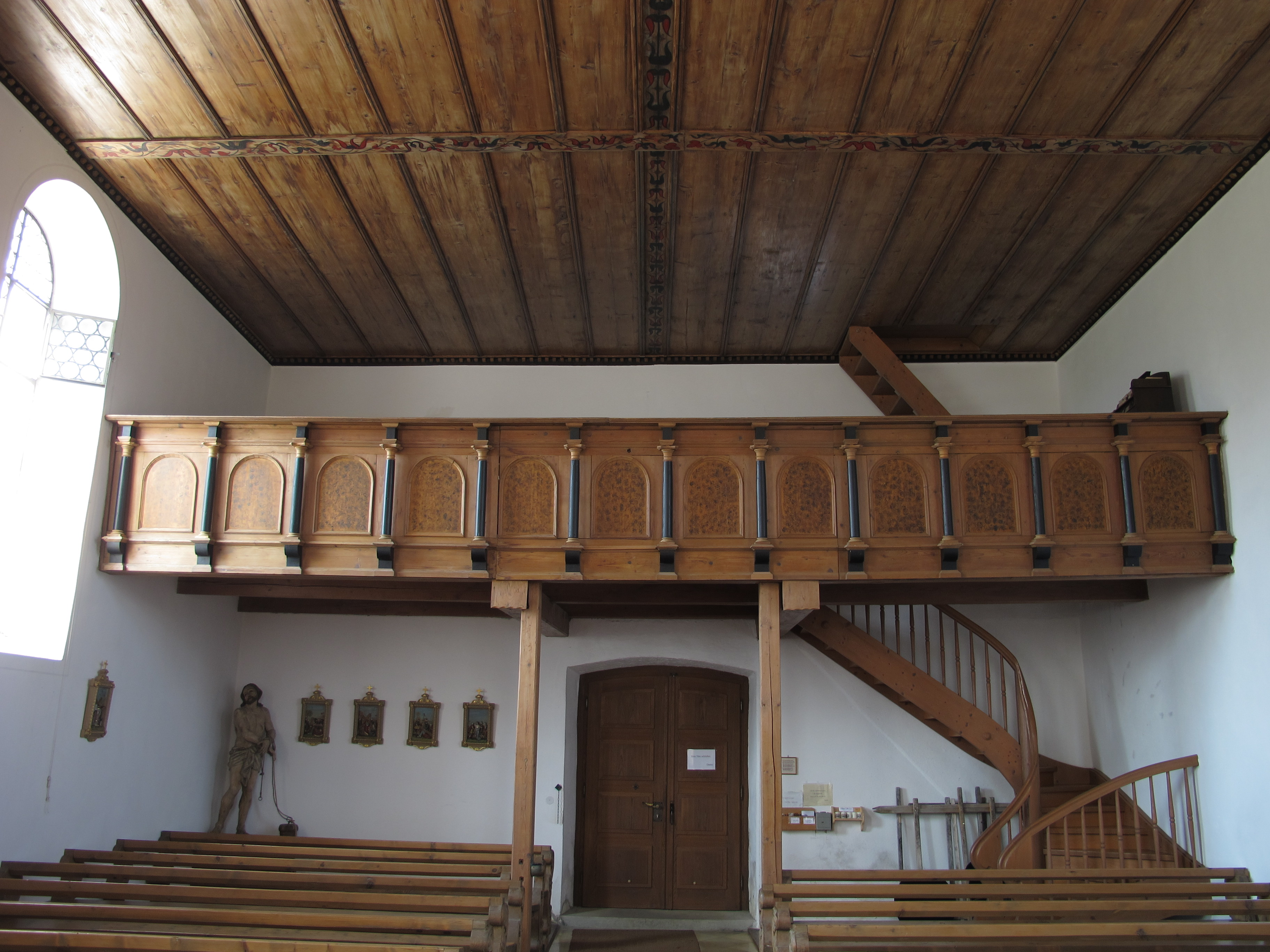
Empore
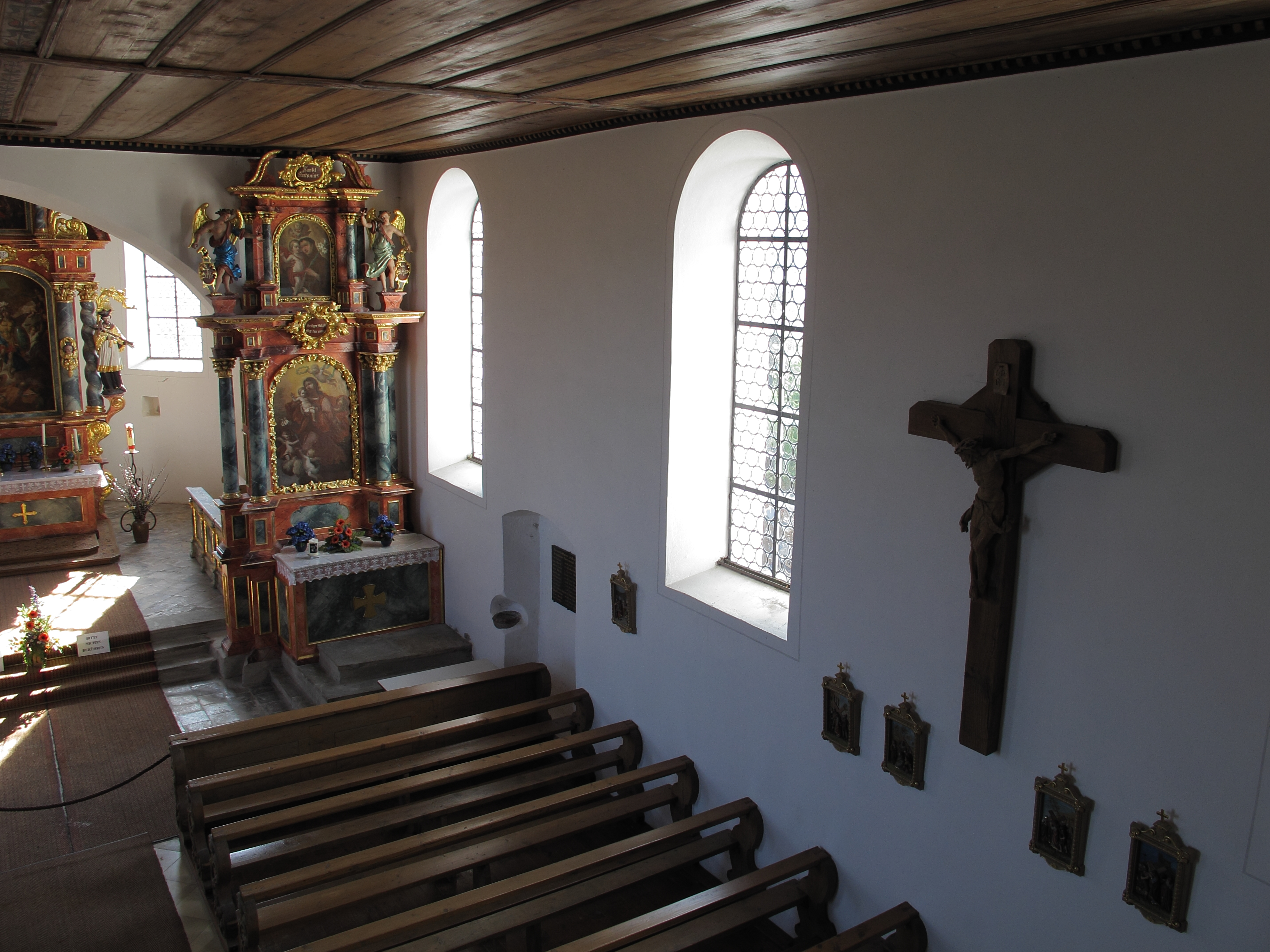
Innenansicht Südseite
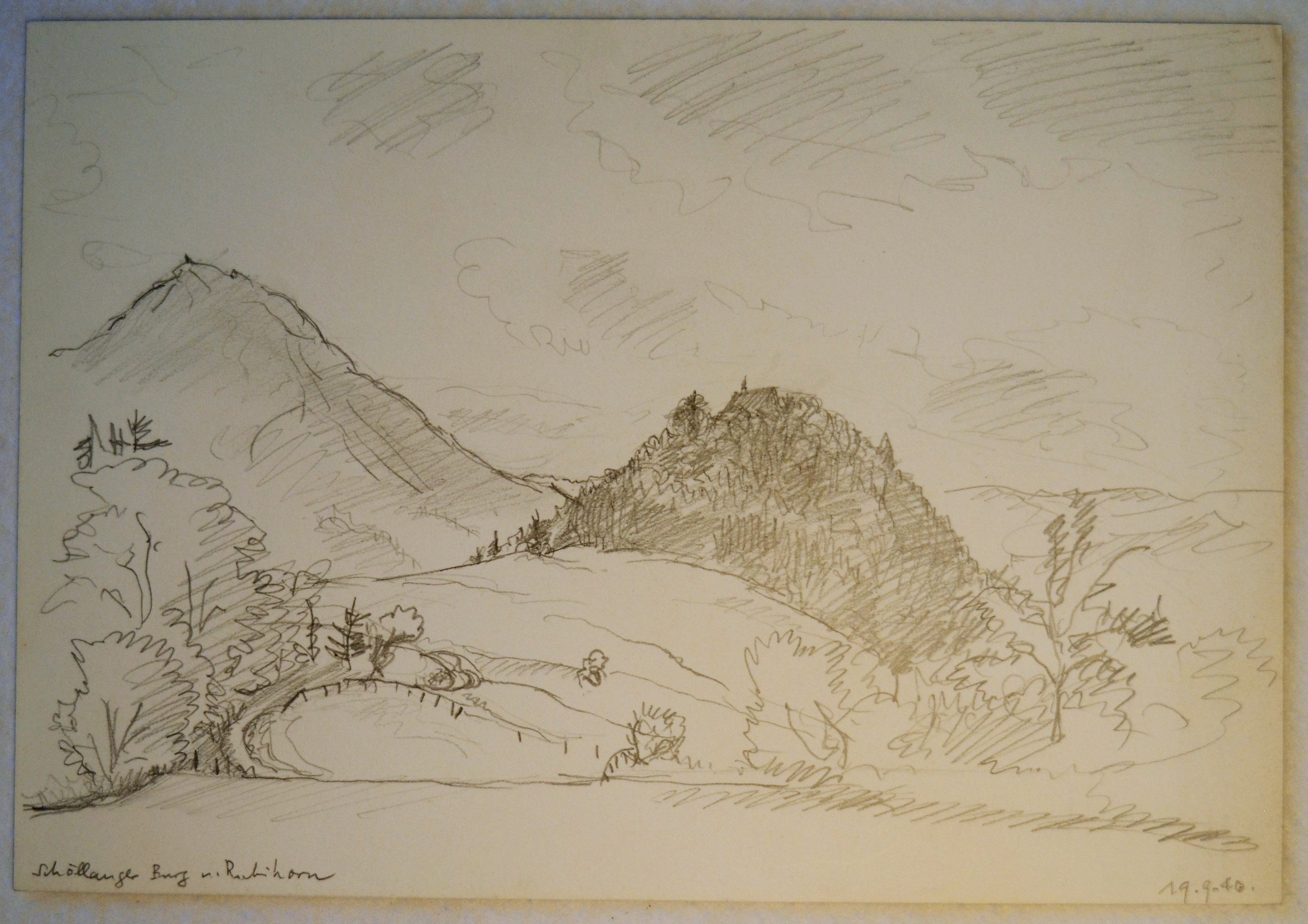
Burgkirche Schöllang mit Rubihorn, 1940